# Nayef Rajoub
Nayef Rajoub (født 1958) er minister for religiøse anliggender i den Hamas ledede Palæstinensiske selstyreregering. Han har været arresteret fem gange af Israel og en gang af sin bror Jibril Rajoub i 1996 i en periode hvor der var stort fokus på Hamas medlemmer fra Palestinian Preventive Security ledet af Jibril. Nayef blev dog løsladt efter en dag. Nayef og hans bror skiltes politisk for mange år siden, Jibril er medlem af det rivaliserende Fatahparti og stillede op imod Nayef til valget i 2006.
Nayef Rajoub er også biavler.
1. ↑  Navnet er anført på nynorsk og stammer fra Wikidata hvor navnet endnu ikke findes på dansk.